# Proctoporus
Proctoporus es un género de lagartos de la familia Gymnophthalmidae. Incluye especies que se distribuyen por la vertiente amazónica de los Andes del centro y sur de Perú, Bolivia y norte de Argentina. Habitan en bosques de yungas y en pastizales de alta montaña.

## Especies
Se reconocen a las siguientes 19 especies:
- Proctoporus bolivianus Werner, 1910[4] - Lagarto andino boliviano.
- Proctoporus carabaya Goicochea, Padial, Chaparro, Castroviejo-Fisher & De la Riva, 2013[1]- Lagarto andino de la Cordillera de Carabaya.
- Proctoporus cephalolineatus Garcia-Perez & Yustiz, 1995[5] - Lagarto andino venezolano.
- Proctoporus chasqui (Chávez, Siu-Ting, Duran & Venegas, 2011)[6] - Lagarto andino de Cusco.
- Proctoporus iridescens Goicochea, Padial, Chaparro, Castroviejo-Fisher & De la Riva, 2013[1]- Lagarto andino de Puno.
- Proctoporus kiziriani Goicochea, Padial, Chaparro, Castroviejo-Fisher & De la Riva, 2013[1]- Lagarto andino de Kizirian.
- Proctoporus lacertus Stejneger, 1913[1] - Lagarto andino de Tincochaca.
- Proctoporus guentheri (Boettger, 1891)[7] - Lagarto andino de Günther.
- Proctoporus laudahnae (Köhler & Lehr, 2004)[8] - Lagarto andino de Laudahn.
- Proctoporus machupicchu Mamani, Goicochea & Chaparro, 2015[9] - Lagarto andino de Machu Pichu.
- Proctoporus oreades (Chávez, Siu-Ting, Duran & Venegas, 2011)[6] - Lagarto andino de las Oreades.
- Proctoporus otishi Mamani & Rodriguez, 2022[10] - Lagarto andino de Otishi.
- Proctoporus pachyurus Tschudi, 1845[11] - Lagarto andino de Junin.
- Proctoporus rahmi (De Grijs, 1936)[12] - Lagarto andino de Rahm, Tejú del sol de Rahm.
- Proctoporus spinalis (Boulenger, 1911)[13] - Lagarto andino de Boulenger, Tejú del sol de Boulenger.
- Proctoporus sucullucu Doan & Castoe, 2003[14] - Lagarto andino de Piscacucho, Sucullucu.
- Proctoporus titans Lehr, Cusi, Fernandez, Vera & Catenazzi, 2023[15]- Lagarto andino de Otishi.
- Proctoporus unsaacae Doan & Castoe, 2003[14] - Lagarto andino de UNSAAC.
- Proctoporus xestus (Uzzell, 1969)[16] - Lagartija andina listada, Tejú de Rio.

Hasta hace poco P. chasqui, P. oreades, P. rahmi y P. spinalis se incluían en Euspondylus, y P. laudahnae en Riama.